# قائمة الإعلانات الدولية
هذه قائمة مرتبة زمنيًا تتضمن الإعلانات الدولية وإعلانات الاستقلال وإعلانات الحرب وما إلى ذلك.

## 1300-1599
| السنة | الاسم        | الملخص                  | المراجع |
| ----- | ------------ | ----------------------- | ------- |
| 1320  | إعلان أربروث | إعلان استقلال اسكتلندا. |         |

## 1600-1699
| السنة | الاسم                         | الملخص | المراجع |
| ----- | ----------------------------- | --- | ------- |
| 1617  | إعلان الألعاب الرياضية        | أصدره جيمس الأول ملك إنجلترا؛ يتضمن الألعاب الرياضية التي تم السماح بممارستها أيام الأحد وغيره من أيام الأعياد الأخرى. |         |
| 1660  | إعلان بريدا                   | الملك تشارلز الثاني ملك إنجلترا، أثناء وجوده بالمنفى, يعلن عن شروط قبوله التتويج ملكًا لإنجلترا.                        |         |
| 1672  | الإعلان الملكي للتسامح الديني | تشارلز الثاني ملك إنجلترا يحاول إيصال الحرية الدينية للبروتستانت الانفصاليين في ممالكه.                                |         |
| 1676  | إعلان الشعب                   | أصدره ناثانيل بيكون؛ ويعلن أن الحاكم الاستعماري لـ فيرجينيا فاسد.                                                      |         |
| 1687  | إعلان التسامح الديني          | يؤسس الحرية الدينية في إنجلترا.                                                                                        |         |
| 1688  | إعلان الأسباب                 | وليام الثالث ملك إنجلترا يقنن إطاحته بحكم جيمس الثاني ملك إنجلترا.                                                     |         |

## 1700-1799
| السنة | الاسم                    | الملخص                                                                   | المراجع |
| ----- | ------------------------ | ------------------------------------------------------------------------ | ------- |
| 1774  | إعلان الحقوق الاستعمارية | أقره أول كونجرس قاري؛ ويعلن حقوق المستعمرات الثلاث عشرة.                 |         |
| 1775  | إعلان استقلال مكلينبيرج  | كارولاينا الشمالية يؤسس لقرارات قوية مناهضة للحكم البريطاني.             |         |
| 1776  | إعلان الاستقلال الأمريكي | تعلن الولايات المتحدة استقلالها عن مملكة بريطانيا العظمى.                |         |
| 1791  | إعلان بيلنتس             | يدعو القوات الأوروبية للتدخل إذا تعرض لويس السادس عشر ملك فرنسا للتهديد. |         |

## 1800-1899
| السنة | الاسم                   | الملخص                                                             | المراجع |
| ----- | ----------------------- | ------------------------------------------------------------------ | ------- |
| 1811  | إعلان استقلال فنزويلا   | يعلن مواطنو فنزويلا انفصالهم عن مملكة إسبانيا.                     |         |
| 1811  | إعلان استقال باراغواي   | إطاحة مواطني باراغواي بالموظفين الرسميين الإسبان.                  |         |
| 1816  | إعلان استقلال الأرجنتين | كونجرس توكومان يعلن الاستقلالالأرجنتيني.                           |         |
| 1836  | إعلان استقلال تكساس     | الإعلان الرسمي لاستقلال جمهورية تكساس عن المكسيك.                  |         |
| 1848  | إعلان المشاعر           | يسجل تأسيس أول معاهدة لحقوق المرأة.                                |         |
| 1856  | إعلان باريس             | يلغي القرصنة.                                                      |         |
| 1868  | إعلان سانت بطرسبرج      | الوفود توافق على منع استعمال المتفجرات الأقل فتكًا.                 |         |
| 1898  | إعلان استقلال الفلبين   | يعلن سيادة واستقلال الجزر الفلبينية عن الحكم الإمبراطوري الإسباني. |         |

## 1900-1999
| السنة | الاسم                          | الملخص | المراجع |
| ----- | ------------------------------ | --- | ------- |
| 1905  | إعلان بولونيا                  | يعرف "الإسبرانتية" كحركة تدعم انتشار استعمال لغة الإسبرانتو. |         |
| 1909  | إعلان لندن                     | قانون دولي خاص بـ القانون البحري. |         |
| 1916  | إعلان الجمهورية الأيرلندية     | يعلن استقلال أيرلندا عن المملكة المتحدة لبريطانيا العظمى وأيرلندا. |         |
| 1919  | إعلان الاستقلال (أيرلندا)      | أقره مجلس النواب؛ "يصدق على" إعلان 1916. |         |
| 1923  | إعلان حقوق الطفل               | يحمي حقوق الطفل؛ وضع مسودته إيجلانتين جيب، وتم التصديق عليه في عام 1924، وأقرته الأمم المتحدة في عام 1946 وفي عام 1959.                                                       |         |
| 1944  | إعلان فلادلفيا                 | الميثاق الحالي لمنظمة العمل الدولية. |         |
| 1945  | إعلان أفيلانيدا                | المنبر السياسي للاتحاد الراديكالي المدني في الأرجنتين. |         |
| 1945  | إعلان استقلال إندونيسيا        | يعلن إندونيسيا مستقلة عن الحكم الإمبراطوري الهولندي. |         |
| 1948  | إعلان استقلال إسرائيل          | يعلن تأسيس دولة إسرائيل داخل الانتداب البريطاني على فلسطين. |         |
| 1949  | إعلان لندن                     | يسمح للجمهوريات بأن تصبح عضوًا في الكومنولث البريطاني، ويؤسس منصب رئيس الكومنولث، ويعيد تسمية المنظمة ليصبح اسمها "دول الكومنولث".                                             |         |
| 1950  | إعلان الضمير                   | السيناتور مارجيرت تشيس سميث تنتقد تكتيكات اللجنة البرلمانية للتحقيق في الأنشطة المعادية والسيناتور جو ماكرثي (دون تسميته).                                                    |         |
| 1955  | إعلان الحياد                   | النمسا تعلن نفسها دولة محايدة على الدوام. |         |
| 1964  | إعلان هيلسنكي                  | يضع المبادئ الأخلاقية للمجتمع الطبي فيما يتعلق بالتجارب التي تُجرى على البشر.                                                                                                  |         |
| 1965  | إعلان الاستقلال الأحادي الجانب | روديسيا تعلن استقلالها عن المملكة المتحدة يوم 11 نوفمبر 1965، تحت إدارة إيان سميث، والذي عارض حزب جبهة روديسيا التابع له حكم الغالبية من السود في المستعمرة البريطانية وقتئذ. | [ 1 ]   |
| 1968  | إعلان جنيف                     | يعلن إخلاص الأطباء للغايات الإنسانية الخاصة بالطب. |         |
| 1988  | إعلان استقلال فلسطين           | يعلن تأسيس دولة فلسطين المستقلة. |         |
| 1990  | إعلان استقلال (ترانسنيستريا)   | يعلن انسحاب ترانسنيستريا من جمهورية مولدوفا السوفيتية الاشتراكية. |         |
| 1991  | إعلان ويندهوك                  | بيان حرية مبادئ الصحافة الذي وضعه صحفيو الجرائد الإفريقية معًا. |         |

## من عام 2000 حتى الوقت الحالي
| السنة | الاسم                                                         | الملخص | المراجع |
| ----- | ------------------------------------------------------------- | --- | ------- |
| 2001  | إعلان الدوحة                                                  | أقره الاجتماع الوزاري لمنظمة التجارة العالمية في 2001؛ يعيد التأكيد على مرونة الدول الأعضاء في الاتفاقية المتعلقة بالجوانب التجارية لحقوق الملكية الفكرية في تجنب حقوق الملكية الفكرية حتى يتحقق الوصول الأفضل إلى العقاقير الأساسية. |         |
| 2002  | إعلان أمستردام                                                | بيان المبادئ الأساسية الخاصة بالإنسانية الحديثة ووافق عليه Iالاتحاد الدولي للدراسات الإنسانية والأخلاقية بالإجماع. |         |
| 2004  | إعلان كالتون هيل                                              | يطالب بتأسيس جمهورية اسكتلندية مستقلة. |         |
| 2004  | إعلان جنيف حول مستقبل المنظمة العالمية للملكية الفكرية (ويبو) | يركز على احتياجات الدول النامية فيما يتعلق بتشريعات الملكية الفكرية. |         |
| 2006  | إعلان مونتريال                                                | نقطة انطلاق في سرد مطالب حركة إل جي بي تي الدولية. |         |
| 2007  | الإعلان العالمي بشأن حقوق الشعوب الأصلية                      | إعلان أقرته الجمعية العامة للأمم المتحدة أثناء الدورة الواحدة والستين بمقر الأمم المتحدة في مدينة نيويورك بتاريخ 13 سبتمبر 2007، حيث يضع معيارًا مهمًا لمعاملة السكان الأصليين بالكوكب البالغ عددهم 370 مليونًا.                         |         |
| 2008  | إعلان استقلال كوسوفو عام 2008                                 | إعلان مثير للجدل اعتبره البعض بأنه يصنع سابقة للحركات الانفصالية الأخرى. |         |

## الحواشي
1. ↑  Also known as the Book of Sports.
2. ↑  Also known formally as the Declaration of the People of Virginia.
3. ↑  Also known as the Declaration for the Liberty of Conscience.
4. ↑  Also known as the Declaration of Rights or the Declaration of Rights and Grievances.
5. ↑  Also known as the Declaration of Montreal on Lesbian, Gay, Bisexual, and Transgender Human Rights.